# Pensamiento de diseño

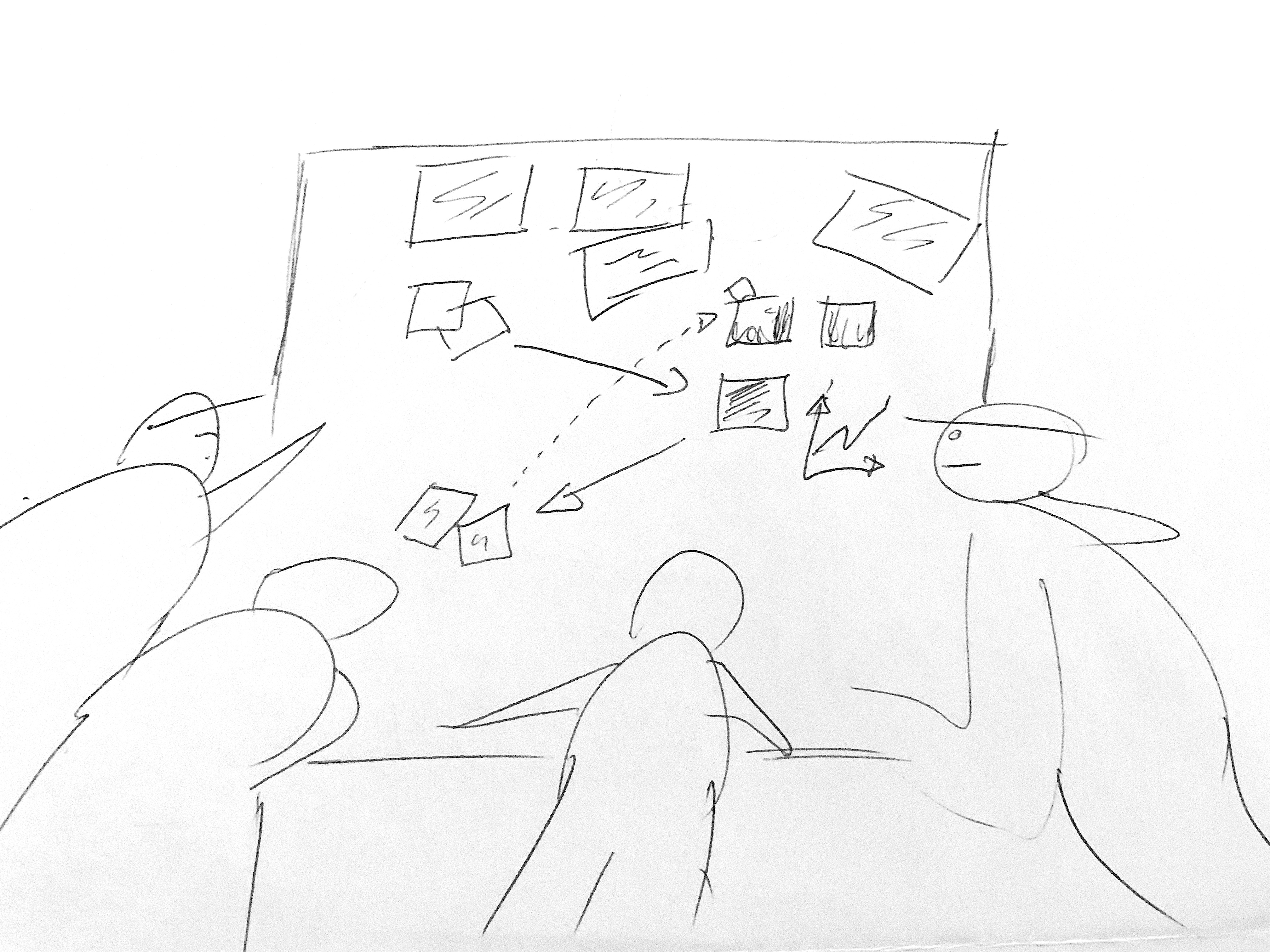
Illustración de fase de lluvia de ideas

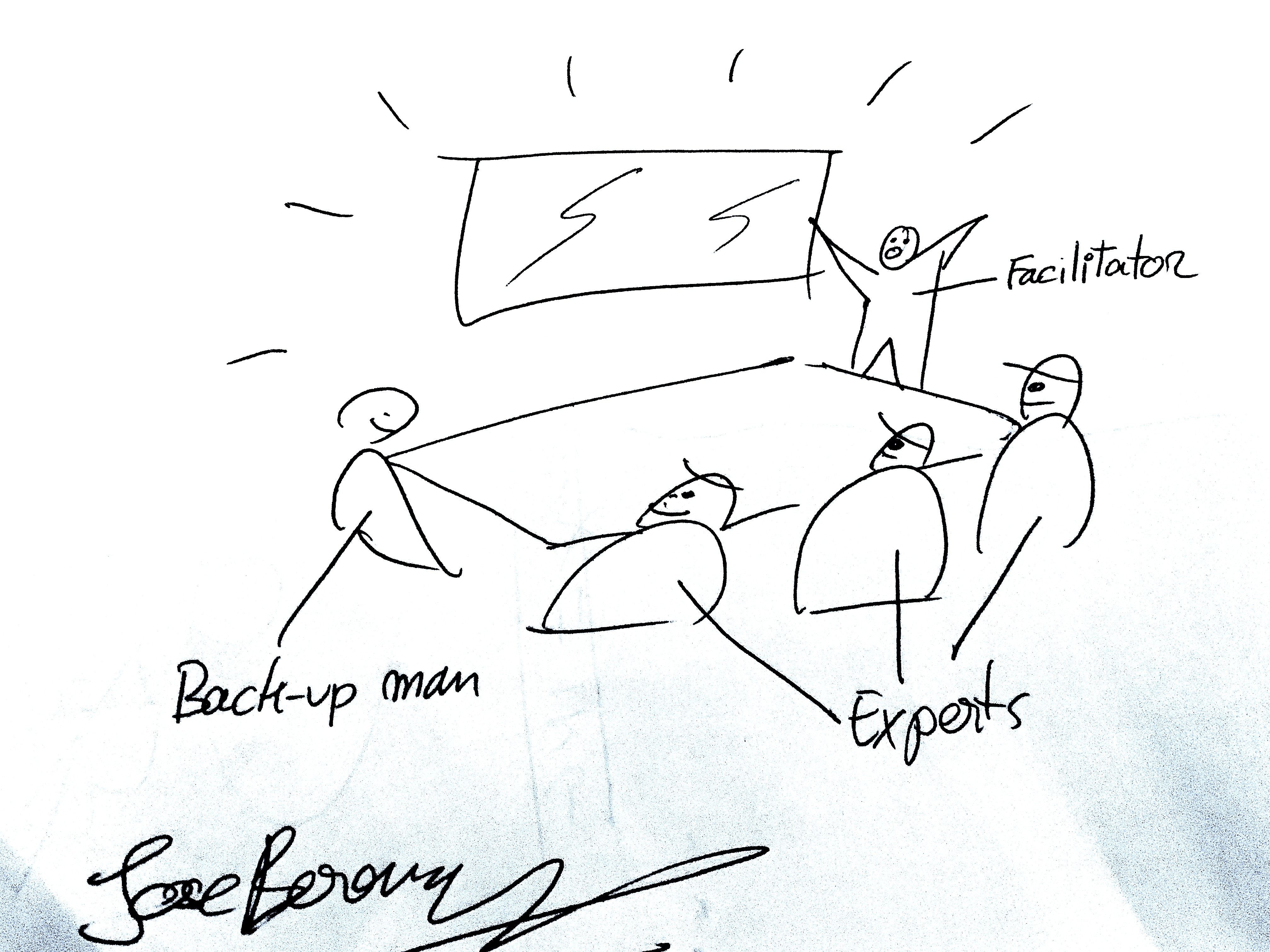
Los tres roles típicos en un taller de pensamiento de diseño

En términos prácticos, el pensamiento de diseño (design thinking en inglés), es una manera de trabajar en grupo que maximiza la creatividad colectiva. Sucede a veces, personas que puedan ser muy brillantes a nivel individual, no rindan cuando las ponemos a trabajar en grupo. El pensamiento de diseño soluciona este problema definiendo pautas de cómo trabajar en grupo. Esto se hace aplicando cinco principios básicos:
1. Definiendo roles de trabajo (facilitator, expert, back-up man)
2. Delimitando fases de trabajo (Ver las cinco fases)
3. Definiendo pautas de comportamiento (ej. no criticar en ciertas fases)
4. Centrándose en el usuario (Ver human-centered design)
5. Iterando con frecuencia

El pensamiento de diseño fue inicialmente popularizado por la firma de Silicon Valley ideo y es comúnmente más conocido como Service Design en Europa. En los años 80, el pensamiento de diseño se aplica principalmente al diseño de productos físicos (ej. el primer Apple mouse). Subsiguientemente, y debido a su gran efectividad, se empieza a usar también en el diseño de servicios y experiencias de usuario. En el mundo del desarrollo de software y Apps, metodologías de trabajo como Agile y Lean startup comparten muchos de los mismos principios (roles, fases, iteración, time-boxing). Una figura importante en el pensamiento de diseño es Hasso Plattner, quien fundó dos importantes escuelas: la d.school en Stanford University, EE.UU, y el Hasso Plattner Institute en Potsdam, Alemania. Estas dos escuelas, referentes globales, forman hoy día a la mayoría de los practicantes del pensamiento de diseño. 
En términos académicos hace referencia a los procesos cognitivos, estratégicos y prácticos mediante los cuales se elaboran los conceptos relacionados con el diseño (propuestas de nuevos productos, edificios, máquinas, etc.). Muchos de los conceptos y aspectos fundamentales del pensamiento de diseño han sido definidos por medio de estudios, en diferentes áreas del diseño, de la cognición del diseño y de la actividad de diseño tanto en laboratorios como en entornos naturales.
El pensamiento de diseño también está asociado a las directrices para la innovación de productos y servicios en contextos empresariales y sociales. Algunas de estas directrices han sido criticadas por simplificar el proceso de diseño y trivializar la importancia de los conocimientos y las habilidades técnicas.

## Pensamiento de diseño como proceso para diseñar
El pensamiento de diseño abarca procesos tales como el análisis de contexto, la identificación de problemas y el encuadre, la creación de ideas y soluciones, el pensamiento creativo, el esbozo y el dibujo, la creación de prototipos, las pruebas y las evaluaciones. Las características principales del pensamiento de diseño incluyen la capacidad de:
- resolver problemas poco definidos o "retorcidos"
- adoptar estrategias orientadas a la búsqueda de soluciones
- usar razonamiento abductivo o productivo
- emplear métodos de modelado espacial o gráfico no verbales.[9]

### Problemas retorcidos
El pensamiento de diseño es particularmente útil cuando se trata de lo que Horst Rittel y Melvin Webber denominaron como problema retorcido, que son aquellos problemas que están poco definidos o son complicados. Mientras que para los problemas "mansos" o "bien definidos" el problema es claro y la solución se consigue mediante la aplicación de normas o conocimientos técnicos.

### Encuadre del problema
En lugar de aceptar el problema como tal, los diseñadores analizan el problema y su contexto y lo reinterpretan o reestructuran para obtener un encuadre determinado del problema que permita encontrar un camino hacia la solución.

## Pensamiento orientado a la solución de problemas
En estudios empíricos sobre la solución de problemas tridimensionales, Bryan Lawson determinó que, a diferencia de las estrategias que emplean los científicos que se centran en el problema, los arquitectos recurren a estrategias cognitivas orientadas a la solución. Nigel Cross propone que “los diseñadores tienden a utilizar conjeturas de soluciones para mejorar la comprensión del problema”.

### Razonamiento abductivo
El método creativo de razonamiento en el pensamiento de diseño es el razonamiento abductivo, que difiere de las formas más comunes de razonamiento inductivo y deductivo.

### Coevolución de la solución de problemas
En el proceso de diseño, la atención del diseñador suele centrarse en su comprensión del contexto del problema y sus ideas para una solución en un proceso que se conoce como coevolución de problema y solución. Nuevas ideas para encontrar una solución pueden llevar a una comprensión más profunda del contexto del problema, lo que a su vez genera más ideas para la solución.

### Representaciones y modelización
Por lo general, los diseñadores se comunican principalmente a través del lenguaje visual para plasmar ideas abstractas. Estos "lenguajes" incluyen bocetos y dibujos tradicionales, pero también se extienden a modelos informáticos y prototipos. El uso de representaciones y modelos está estrechamente asociado con características del pensamiento de diseño tales como el desarrollo de soluciones tentativas, la búsqueda de conocimientos sobre el concepto en desarrollo y el reconocimiento de características y propiedades que surgen dentro de las diferentes representaciones.

## Como proceso para la innovación
Plattner, Meinel y Leifer describen el proceso de innovación de diseño en cinco etapas; "(re)definir el problema, identificar las necesidades y compararlas, idear, construir, evaluar". Plattner, Meinel y Leifer afirman que "aunque las etapas son bastante simples, la experiencia de adaptación que se requiere para elegir los puntos de inflexión correctos y el paso siguiente apropiado, es una actividad intelectual de primer nivel que requiere práctica y es de fácil aprendizaje."
El proceso también puede considerarse como un mecanismo de espacios superpuestos en lugar de una secuencia de pasos ordenados en los que se destacan la inspiración, la creación de ideas y la implementación. Los proyectos pueden modificarse por medio de la inspiración, la creación de ideas y la implementación más de una vez a medida que el equipo refina sus ideas y explora nuevas direcciones.

### Inspiración
Por lo general, el proceso de innovación en el diseño comienza con la fase de inspiración: comprender el problema o la oportunidad. Este entendimiento puede ser documentado en un resumen que incluye las limitaciones que le dan al equipo del proyecto un marco desde el cual comenzar, puntos de referencia por los cuales pueden medir el progreso y un conjunto de objetivos a ser realizados tales como el costo, la tecnología disponible y el segmento de mercado.

#### Empatía
En su libro "Creative Thinking" Tom y David Kelley destacan la importancia de la empatía con los clientes, usuarios y consumidores como base para un diseño innovador. Los diseñadores se enfocan en los usuarios con el objetivo de entender sus necesidades, como hacer sus vidas más fáciles y como la tecnología puede serles de utilidad. Algunos de los recursos utilizados frecuentemente para comprender las demandas de los usuarios son los métodos etnográficos que incluyen actividades como la observación, las entrevistas, representaciones simbólicas de usuarios típicos y los mapas de viaje del cliente.

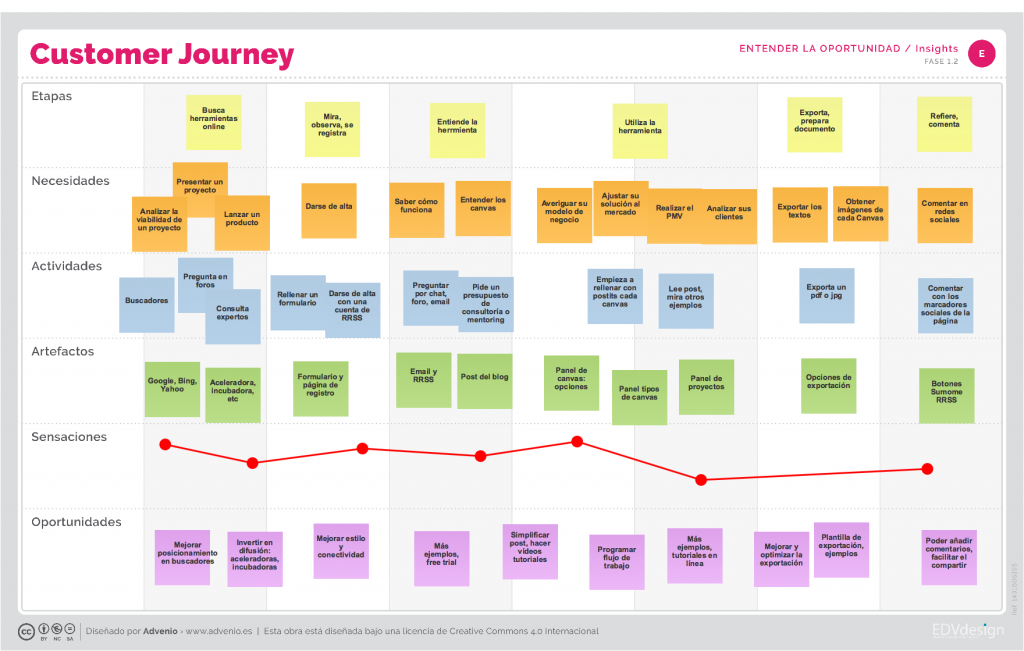
Ejemplo de mapa de viaje del cliente reflejando la interacción del usuario con una plataforma.

El diseño empático trasciende la ergonomía física para incluir la comprensión de las necesidades psicológicas y emocionales de las personas, así como la forma de actuar, el cómo piensan y el por qué y lo que es significativo para ellos.

### Creación de ideas: Pensamiento divergente y convergente
Este proceso se caracteriza por la interacción entre el pensamiento divergente y convergente, típico del proceso de pensamiento de diseño. Para que haya un pensamiento divergente, es importante tener un grupo diverso de personas involucradas en el proceso. Los equipos de diseño suelen comenzar con un proceso de lluvia de ideas estructurado. El pensamiento convergente, por otro lado, tiene como objetivo centrarse en las diferentes propuestas para seleccionar la mejor opción, lo que permite la evolución del proceso de pensamiento de diseño para alcanzar los objetivos finales.
Después de recoger y organizar las ideas, un equipo pasa por un proceso de búsqueda y síntesis de patrones en el que tiene que transformar las ideas en ideas que puedan llevar a soluciones u oportunidades para generar un cambio. Estas pueden ser visiones de nuevas ofertas de productos o alternativas entre varias formas de crear nuevas experiencias.

### Implementación y desarrollo de prototipos
La tercera etapa del proceso de innovación del pensamiento de diseño es la implementación, cuando las mejores ideas generadas durante la creación de ideas se convierten en algo concreto.
El centro del proceso de implementación es la creación de prototipos: convertir las ideas en productos y servicios reales que luego se prueban, evalúan y refinan. Un prototipo, o incluso una maqueta, ayuda a recoger información y mejorar la idea. Los prototipos pueden acelerar el proceso de innovación porque permiten identificar rápidamente los puntos fuertes y débiles de las soluciones propuestas y pueden inspirar nuevas ideas.

## Aplicación

### En los negocios
Históricamente, los diseñadores tendían a involucrarse sólo en las últimas partes del proceso del desarrollo de un nuevo producto, centrando su atención en la estética y la funcionalidad de los productos. Muchas empresas y organizaciones hoy en día reconocen la importancia de integrar el diseño como un recurso productivo en todas las políticas y prácticas de la organización y han utilizado el pensamiento de diseño para ayudar a muchas empresas y organizaciones sociales a ser más constructivas e innovadoras. En la década de los años 2000 hubo un crecimiento significativo en el interés por el pensamiento de diseño como catalizador para obtener una ventaja competitiva en el ámbito empresarial, sin embargo, también surgieron dudas en torno su efectividad. Los diseñadores introducen sus métodos en los negocios ya sea participando desde las primeras etapas de los procesos de desarrollo de productos y servicios o formando a otros para que utilicen métodos de diseño y desarrollen capacidades de pensamiento innovadoras en las organizaciones.

### En la educación
Se puede asumir que todas las instituciones de educación profesional en diseño están fomentando el pensamiento de diseño entre los estudiantes, aunque sólo sea de forma implícita, sin embargo, el pensamiento de diseño ahora se enseña de forma explícita tanto en la educación general como en la profesional, a través de todos los niveles educacionales. El diseño como asignatura se introdujo en los planes de estudios de las escuelas secundarias del Reino Unido en los años setenta, sustituyendo gradualmente algunas de las asignaturas tradicionales de arte y artesanía y vinculándolas cada vez más con los estudios tecnológicos. Este desarrollo dio lugar a estudios de investigación relacionados tanto en educación como en diseño.
También se han introducido nuevos cursos de pensamiento de diseño a nivel universitario relacionados con estudios empresariales y de innovación.
En el sector educativo de K-12 (designación utilizada en algunos sistemas educativos para referirse a la escolarización primaria y secundaria) el pensamiento de diseño se emplea para mejorar el aprendizaje y promover el pensamiento creativo, el trabajo en equipo y la responsabilidad de los estudiantes en el proceso de aprendizaje. Un enfoque de enseñanza y aprendizaje basado en el diseño también se ha desarrollado de una manera más amplia en el área de la educación, proponiendo el pensamiento de diseño como herramienta para favorecer el aprendizaje basado en proyectos.
En el ámbito de la educación especial el pensamiento de diseño se aplica para atender demandas concretas de aprendizajes como la capacidad de escritura narrativa, lectura y comprensión de textos dirigida a niños que presentan desafíos en las habilidades sociales.

### En la informática
El pensamiento de diseño ha sido fundamental en el diseño centrado en el usuario y el diseño centrado en el humano, métodos dominantes del diseño de interfaces humano-computadora durante más de 40 años. Uno de los ámbitos de aplicación dentro la informática se centra en el proceso de diseño de software, la finalidad es integrar a los usuarios finales usando recursos del pensamiento de diseño como la lluvia de ideas y entrevistas, para atender sus demandas. El pensamiento de diseño también es fundamental en las concepciones recientes del desarrollo de programas computacionales en general.

## Historia
El desarrollo de técnicas de creatividad en la década de 1950 y los nuevos métodos de diseño en la década de 1960 lograron que el pensamiento de diseño sea considerado como un enfoque particular para la solución creativa de problemas. Entre los primeros autores que escribieron sobre el pensamiento de diseño se encuentran John E. Arnold en "Creative Engineering" (1959) y L. Bruce Archer en "Systematic Method for Designers" (1965).
John E. Arnold fue uno de los primeros autores en utilizar el término "pensamiento de diseño". En "Creative Engineering" (1959) el autor destaca cuatro áreas del pensamiento del diseño. Según Arnold, el pensamiento de diseño puede producir (1) funcionalidad novedosa, es decir, soluciones que satisfacen una necesidad novedosa o soluciones que satisfacen una necesidad antigua de una manera completamente nueva, (2) un mayor rendimiento de una solución, (3) menores costes de producción o (4) una mayor capacidad de venta. Así pues, según este concepto, el "pensamiento de diseño" abarca todas las formas de innovación de productos, incluida la innovación gradual ("mayor rendimiento") y la innovación radical ("funcionalidad novedosa"). Arnold aconseja plantear un enfoque equilibrado; los desarrolladores de productos deben buscar oportunidades en las cuatro áreas del pensamiento de diseño. 

Es bastante interesante mirar el historial de desarrollo de cualquier producto o familia de productos y tratar de clasificar los cambios en una de las cuatro áreas... El equipo puede haber entrado en una rutina aplicando involuntariamente el "pensamiento de diseño" en un solo campo desperdiciando buenas oportunidades en otras áreas.
J.E. Arnold1959/2016

Aunque el "Systematic Method for Designers" de L. Bruce Archer (1965) se centraba principalmente en un proceso sistemático de diseño, también expresaba la necesidad de ampliar el alcance del diseño convencional; "Se han tenido que encontrar formas de incorporar el conocimiento de la ergonomía, la cibernética, el marketing y la ciencia de la gestión en el "pensamiento de diseño"". Archer también estaba desarrollando la relación entre el pensamiento de diseño y la gestión: "Muy pronto llegará el momento cuando la toma de decisiones de diseño y las técnicas de toma de decisiones de gestión tendrán tanto en común que una se convertirá en la extensión de la otra".
La noción del diseño como una "forma de pensar" en las ciencias se remonta al libro de Herbert A. Simon de 1969 "Las Ciencias de lo Artificial" y en la ingeniería de diseño al libro de Robert McKim de 1973 "Experiences in Visual Thinking". El libro de Bryan Lawson de 1980 "How Designers Think", que trata principalmente del diseño en arquitectura, inició un proceso de generalización del concepto de pensamiento de diseño. Un artículo de 1982 de Nigel Cross sobre "Designerly ways of knowing" estableció algunas de las cualidades y habilidades intrínsecas del pensamiento de diseño que también lo hicieron relevante para la educación general y, por lo tanto, para un público más amplio. El libro de Peter Rowe de 1987 "Design Thinking", que describía los métodos y enfoques utilizados por arquitectos y diseñadores urbanos, fue un uso temprano y significativo de este término en la literatura de investigación del diseño. Una serie internacional de seminarios de investigación sobre el pensamiento de diseño comenzó en Universidad Técnica de Delft en 1991.
Rolf Faste profundizó en el trabajo de McKim en la Universidad de Stanford en las décadas de 1980 y 1990, impartiendo clases de "pensamiento de diseño como un método de acción creativo". El pensamiento de diseño fue adaptado con fines comerciales por el colaborador de Faste en Stanford David M. Kelley, quien fundó la consultoría de diseño IDEO en 1991. El artículo de 1992 de Richard Buchanan "Wicked Problems in Design Thinking" expresaba una visión más amplia del pensamiento de diseño como una forma de abordar las preocupaciones humanas insolubles a través del diseño.

### Cronología
| antes de 1960  | El desarrollo del pensamiento de diseño como evolución de la metodología de diseño está estrechamente ligado a John E. Arnold, psicólogo e ingeniero mecánico. En 1956, Arnold organizó un programa de verano en el Instituto Tecnológico de Massachusetts (MIT), donde se reunieron Buckminster Fuller con su concepto de diseño científico, Alex Osborn con la técnica del brainstorming, y W. J. Gordon con la metodología de Creatividad Operacional y su teoría de la sinéctica. Tras este programa y la interacción con diseñadores europeos, Arnold concluyó que los diseñadores estadounidenses debían mejorar sus habilidades en creatividad e ingeniería. Como resultado, en 1957, junto con Fuller y Gordon, llevó a cabo en Boston el curso "Processes for Design Problem Solving". |
| década de 1960 | Los primeros libros destacados sobre métodos de creatividad son publicados por William J. J. Gordon (1961) y Alex Faickney Osborn (1963). La Conferencia de 1962 sobre Métodos Sistemáticos e Intuitivos en Ingeniería, Diseño Industrial, Arquitectura y Comunicaciones, celebrada en Londres, Reino Unido, despertó el interés por el estudio de los procesos de diseño y el desarrollo de nuevos métodos de diseño. Libros sobre métodos y teorías del diseño en diferentes campos son publicados por Morris Asimow (1962) (ingeniería), Christopher Alexander (1964) (arquitectura), L. Bruce Archer (1965) (diseño industrial) y John Chris Jones (1970) (producto y diseño del sistema). |
| década de 1970 | Don Koberg y Jim Bagnall son los primeros en desarrollar un proceso de diseño de "sistemas blandos" para tratar los problemas de la "vida cotidiana" en su libro "The Universal Traveler". Horst Rittel y Melvin Webber publican "Dilemmas in a General Theory of Planning" mostrando que los problemas de diseño y planificación son problemas complejos en oposición a los problemas "mansos", de una sola área de la ciencia. L. Bruce Archer profundiza en la investigación de las formas de conocimiento de diseño y afirma que "existe una forma de pensar y comunicar en torno al diseño que es a su vez distinta de las formas científicas y académicas de pensar y comunicar y es tan poderosa como los métodos científicos y académicos de investigación cuando se aplican a sus propios tipos de problemas". |
| década de 1980 | La década de 1980 fue testigo del surgimiento del diseño centrado en el ser humano y del surgimiento de la gestión empresarial centrada en el diseño. Donald Schön publica "The Reflective Practitioner" en el que intentaba establecer "una epistemología de la práctica implícita en los procesos artísticos e intuitivos que los practicantes de diseño y otras áreas presentan en situaciones de incertidumbre, inestabilidad, singularidad y conflicto de valores". |
| década de 1990 | El primer seminario de investigación en pensamiento de diseño se celebra en la Universidad de Delft, Países Bajos, en 1991. Se crea la consultoría de diseño IDEO formada por la combinación de tres empresas de diseño industrial. Son una de las primeras empresas en el área del diseño en mostrar su proceso, el cual se basa en el pensamiento de diseño y sus métodos. |
| siglo XXI      | El inicio del siglo XXI trajo consigo un aumento significativo del interés en el pensamiento de diseño a medida que el término se popularizaba entre los medios de comunicación del mundo empresarial. Richard Florida (2002), Daniel Pink (2006), Roger Martin (2007), Tim Brown (2009), Thomas Lockwood (2010), Vijay Kumar (2012) entre otros autores, escribieron libros para el sector empresarial acerca de cómo crear un lugar de trabajo donde la innovación pueda prosperar con un enfoque más centrado en el diseño. El enfoque de diseño también se amplía y adapta para abordar el diseño de los servicios, marcando el inicio del movimiento diseño del servicio. 2005: La escuela de diseño de la Universidad de Stanford comienza a enseñar el pensamiento de diseño con un enfoque a la innovación técnica y social de carácter general. 2007: Hasso Plattner Institute para "IT Systems Engineering" en Potsdam, Alemania establece un programa de pensamiento de diseño. |
| década de 2010 | 2014: Nel Martínez involucra el término protothinking para referirse a la creación de prototipos, modelos rápidos y comprensión más profunda de un problema o reto, para así poder iterar y mejorar progresivamente la solución. En este enfoque, no hay versión final, todo es un prototipo. 2015: Jenna Leonardo, Katie Kirsch, Rachel H. Chung y Natalya Thakur de Stanford University fundaron Girls Driving for a Difference. para enseñar el pensamiento de diseño a jóvenes en todo Estados Unidos. 2018: En el ámbito empresarial, en el Harvards Business Review, Jeanne Liedtka afirma "El pensamiento de diseño funciona". |